# Windows Live Spaces
Windows Live Spaces（或称：Windows Live 共享空间；前身：MSN Spaces）是微软的博客和社交网络平台。它是微软live.com旗下的产品，也是MSN Spaces的後續版本。用户可以通过Windows Live Spaces发布網誌内容、照片等。同时Windows Live Spaces与Windows Live Messenger有紧密联系，包括更新時在Windows Live Messenger的名片上有自動更新星號、標題、內文與相片預覽等。
2010年9月28日，微软宣布停止Windows Live Spaces服务，与WordPress.com合作，并将现有用户的博客账户迁移到WordPress.com网站。

## 历史
MSN Spaces在2004年12月初在韓國最先推出，最初命名為“MSN Hompy”，是MSN Messenger的附加服務，本來是要付費的增值服務；後來改為免費版，並加入日本作測試地點，測試期間不收取任何費用。再後來，微軟把有關界面英語化，並讓其他地區的用戶進行測試。微软於2004年12月1日正式宣佈有關計劃，並開放讓公眾測試。2005年4月7日发行正式版，并且有简体中文版和繁体中文版、日文版等不同語言的版本。正式版推出后，在收費模式上MSN Spaces採用與Hotmail或MSN Groups（MSN社群）類似的服務模式：免費用戶與付費用戶同時存在，但付費用戶可以享用較大的儲存空間和更多的服务。
从7.0版本起，MSN Messenger与MSN Spaces进行整合。MSN Messenger的用户可以通过联系人卡片等方式了解某一联系人的MSN Spaces更新。
Windows Live Spaces於微软的idea.com网站上生成，2006年7月15日完成从MSN Messenger的过渡。2006年8月1日，MSN Spaces成为Windows Live服务平台的组成部分，并被更名为Windows Live Spaces，同时进行了较大规模的改版。
2010年9月28日，微软宣布停止该项服务，与WordPress.com合作，并将现有用户的博客账户迁移到WordPress.com网站。现有的用户在2010年底之前仍然可以使用Windows Live Spaces，不过之后就需要切换到WordPress.com或者将原有博客内容下载到自己的计算机上。由于中国大陆访问WordPress.com不稳定，Live Spaces中国官方筹备了一个“本地解决方案”，将新浪博客做为中国大陆唯一官方合作伙伴。

## 功能

### 基本要素
Windows Live Spaces的基本要素包括：
- 日志 - 包括对评论、引用通告和RSS的支持；
- - 包括对相册、评论和RSS的支持；
- - 包括音乐列表、电影列表、图书列表和对RSS的支持；
- 朋友 - 包括为朋友加上标签和注释的功能以及对RSS的支持；
- - 包括基本信息、个人信息（默认不公开）、工作信息和社交信息；
- 留言簿 - 供来访者写下对所到空间的评论。

### 小工具
Windows Live Spaces为用户提供了一些“小工具”（Gadget），可以让空间更具个性。例如：“Windows Media Player”工具能让用户在自己的空间里播放音乐和视频，“自定义 HTML”工具能让用户在空间中加入一点自己写的HTML代码。
另外，微软鼓励用户通过开发工具设计个性化的Web Gadget小工具。
Windows Live Spaces的用户可以在Windows Live Gallery网站中获得大量小工具。除了由微软官方制作提供小工具外，一般的用户也可以按自己的需要创建小工具，并把它们上传至Windows Live Gallery中。

### 卡片
联系人卡片可以简要显示某一用户近期对其Windows Live Spaces所做的更新。联系人卡片被整合到Windows Live Messenger、Windows Live Web Messenger及Hotmail联系人中。单击联系人列表中某一用户的头像，此人的联系人卡片就会出现，从中可以看到此人最近上传的照片、最近日志的摘要以及最近在听的音乐等内容。

### 增强插件
MSN Spaces推出后受到很多网友的欢迎，因为其与MSN Messenger有机结合在了一起。由於MSN Spaces當時有很多制约和不完善的地方，所以許多MSN的爱好都推出了很多功能强大的插件：如MSN Spaces计数器、日历等。
微软方面也推出了PowerToy来弥补MSN Spaces部分功能上的不足。

#### PowerToy
MSN Spaces的用户可以利用一些PowerToy来进一步个性化自己的空间。例如，“Windows Media Player”PowerToy可以让用户在自己的MSN Space上播放音乐和视频，“Tweak UI”PowerToy可以让用户更为灵活地调整自己MSN Space某些方面的风格、颜色以及透明度，而“Custom HTML”PowerToy可以让用户调用少量自己编写的HTML代码。
所有PowerToy中的功能都是测试性的，用户惟有通过在网址后加入特定代码才能向空间中加入PowerToy。

## 与MSN Spaces比较
MSN Spaces作为Windows Live Spaces的前身，也是微软的免费博客平台。MSN Spaces于2004年十二月初启动，旨在让用户用一种简单而吸引人的方式把自己的想法写出来，展示照片和自己的兴趣爱好，以达到增进与其他用户沟通的目的。
2006年8月1日，MSN Spaces成为Windows Live服务平台的一部分，并被重新命名为Windows Live Spaces。MSN Spaces和Windows Live Spaces有许多明显的不同。

### 布局
MSN Spaces和Windows Live Spaces最明显的不同就是版面和布局。新的布局设计让用户在空间的布局上有更大的灵活性。例如，“标题和描述”现在可作为模块移动甚至在最新版本中可以删除
，而在以前它被固定在空间的顶部。MSN Spaces被设计以800×600像素以上的分辨率浏览，页面上的模块左对齐。如此一来，当用户以1280×1024像素等更高的分辨率浏览页面时，MSN Spaces的就仅仅利用了屏幕可用区域的一部分，浪费了右侧的大片区域。Windows Live Spaces将所有模块居中对齐，并且看起来在1024×768像素的分辨率下可以获得最佳的视觉效果。

### 网址
所有MSN Spaces成员的网址都已被修改，以便和Windows Live的称谓相符。（例如thespacecraft.spaces.msn.com被改为thespacecraft.spaces.live.com。）从前的网址被保留用以重定向。

### 广告
MSN Spaces放置小型文字广告，这些广告置于页面顶端并经常配有小图标。
Windows Live Spaces最初以GIF动画和Adobe Flash的形式在顶部放置一条标准大小的横幅广告，享用Windows Live增值服务的用户可以选择关闭这些广告。但后来因放置大幅广告的做法引起用户的普遍不满而且广告效果也不甚理想，在2008年12月的升级中，微软取消了Windows Live Spaces顶部的广告，至此整个空间已基本上没有了广告。

## 与Windows Live Writer结合
2006年8月14日，微软发布了Windows Live Writer。这是一个Windows Live Spaces的离线日志编辑软件。借助这个“所见即所得”编辑软件，用户可以离线编辑日志、方便地修改日志里图片的尺寸、边框和排版方式等，并使向日志插入链接、书签等操作变得更加快捷可靠。

## 浏览问题
目前Windows Live Spaces最适合用Internet Explorer浏览。使用较旧版本的Mozilla Firefox的一些用户会发现共享空间根本无法使用（浏览器会报“missing framework”错误）。较新版本的Firefox（2.0以上）在查看和编辑页面时仍会出错，例如无法显示和运行Windows Media Player音乐播放模块等。其他的用户则可能发现页面会偶尔不能正常显示。不过现在一些Firefox错误，诸如“missing framework”错误和无法通过Firefox在空间上发表评论等，似乎已经被修复。此外，Mac OS X浏览器和Safari浏览器的用户无法更换空间主题。

## 言论限制

### 内容审核
在用户为自己的空间命名时，Windows Live Spaces会审查其用词，避免出现一些冒犯性的及违反Windows Live行为准则的词语，用户发布的網誌以及上传的照片等也在审查范围之内。有的内容在发布时就会被阻止发布，而有的可以成功发布，直到审查出来后才会被责令删除。
在不同的市场，被禁止的内容会有所不同。

### 在中國的言論牽制
在中國大陸市場，Windows Live Spaces有時會禁止用戶在空間名稱及日誌中使用諸如「民主」、「自由」等敏感字眼，以免引起北京政府新聞審核人員的不悅。因为这些限制，Windows Live Spaces可能會不定時無法訪問，部分人士的部落格可能會被過濾或只有中國大陸以外才可以瀏覽，這和GFW及微軟的IP識別有關。
Windows Live Spaces（包括MSN Spaces）曾多次因網站内存有敏感内容等原因在中國大陸地區被屏蔽。例如，從2008年10月31日起，https://web.archive.org/web/20080819214707/http://www7203.spaces.live.com/一度无法登入访问，只有http://*.spaces.live.com/ （页面存档备份，存于）仍可以访问，这样，用户无法登入发表網誌，只可以通過借用Windows Live Writer软件等方式发表。11月3日后屏蔽解除，恢复正常。又如，2009年6月2日起，Windows Live Spaces再次无法打开，疑似遭中國大陸當局屏蔽，6月8日后恢复正常。